# Małgorzata Kloc-Stępkowska
Małgorzata Kloc-Stępkowska (ur. 1948) – profesor nauk biologicznych. Specjalizuje się w zagadnieniach z zakresu biologii molekularnej, cytologii oraz zoologii. Członek zagraniczny Wydziału Nauk Biologicznych i Rolniczych Polskiej Akademii Nauk od 2009 roku. Kierownik i wykładowca w Laboratorium Immunobiologii Methodist Hospital Research Institute na Uniwersytecie Teksańskim w Stanach Zjednoczonych.
Absolwentka Wydziału Biologii Uniwersytetu Warszawskiego, na tej uczelni uzyskała również habilitację w 1996 roku pisząc pracę zatytułowaną "Sekwencje repetytywne Xlsirt i ich rola w lokalizacji m RNA w oogenezie Xenopus". Tytuł profesora nauk biologicznych nadano jej w 2005 roku.
Promotorka pracy doktorskiej autorstwa Katarzyny Wilk zatytułowanej "Rola mRNA VegT, Xdazl, fatvg i Xpat w specyfikacji plazmy płciowej Xenopus laevis".